# Turpial de Jamaica
El turpial de Jamaica (Icterus leucopteryx) és un ocell de la família dels ictèrids (Icteridae).

## Hàbitat i distribució
Habita la selva pluvial, ciutats i boscos de les terres baixes i muntanyes de les illes de Jamaica, Grand Cayman i San Andrés.